# قرار مجلس الأمن التابع للأمم المتحدة رقم 1694
قرار مجلس الأمن التابع للأمم المتحدة رقم 1694، الذي اتخذ بالإجماع في 13 يوليو 2006، بعد أن ذكر بجميع القرارات السابقة بشأن الحالة في ليبريا وغرب أفريقيا، بما في ذلك القرار 1667 (2006)، زاد المجلس حجم عنصر الشرطة لبعثة الأمم المتحدة في ليبيريا وخفض عنصرها العسكري.
بموجب الفصل السابع من ميثاق الأمم المتحدة، زاد المجلس عنصر الشرطة بمقدار 125 فردا وقلص حجم العنصر العسكري بنفس العدد. تم اتخاذ هذا الإجراء بعد أن أوصى تقرير من الأمين العام كوفي عنان بتغييرات في تشكيل بعثة الأمم المتحدة في ليبيريا.

## روابط خارجية
- نص القرار في undocs.org